# گیلورد لوید
گیلورد لوید (انگلیسی: Gaylord Lloyd؛ ‏ ۲۰ مارس ۱۸۸۸ – ۱ سپتامبر ۱۹۴۳) بازیگر اهل ایالات متحده آمریکا و برادر بزرگتر هارولد لوید بود که شباهت ظاهری فراوانی به وی داشت، تا حدی که گاهی به‌عنوان بدلِ وی در فیلم‌ها ظاهر می‌شد.

## گزیدهٔ فیلم‌شناسی
- فقط همسایه و بس
- ایده بزرگ
- شماره تلفن، لطفاً؟
- پیاده شو و درستش کن
- ارواح جن‌زده
- ارتفاع و سرگیجه
- دردسر برادوی
- جناب اعلیحضرت حقه‌باز
- یا همین حالا یا هیچ‌وقت
- پسر مامان‌بزرگ
- ماراتن
- بدل لوک